# Aserrín aserrán
Aserrín aserrán es una vieja canción popular española, propia de la noche de San Juan, como con todas las canciones populares las versiones cambian dependiendo de la región y del tiempo, muchas de las cuales se enlistan en este artículo.  La canción se acompaña a un juego que se realiza con los niños pequeños. Una persona mayor sienta al niño sobre sus piernas y, cogiéndolo, lo balancea despacio, y cantándole:
Aserrín, aserrán
los maderos de San Juan
piden pan 
no les dan 
piden queso
les dan hueso.
Debido a que se canta la noche de San Juan, fiesta originalmente de origen pagano, es evidente que la letra hace referencia a la preparación de hogueras (cortar madera) y a los sacrificios humanos que se hacían antes de la cristianización ("y les cortan el pescuezo"), y probablemente al canibalismo ("les dan hueso" para comer).

## Argentina, Uruguay y algunas zonas de España
Aserrín, aserrán,
los maderos de San Juan,
piden pan, no les dan,
piden queso, les dan hueso
¡¡ Y les cortan el pescuezo!!
(Haciéndole cosquillas al niño en el cuello)
Noroeste de España
¡Aserrín! ¡Aserrán!
Los maderos de San Juan,
piden Pan, no les dan,
piden Queso, les dan hueso
¡con el triqui, triquitrán!
Este de España
Aserrín, aserrán,
maderitas de San Juan,
los de arriba sierran bien,
y los de abajo... También!!!
Cortaremos por aquí, por aquí, por aquí, por aquí!!!
(Al cantar esta última frase se realizan cosquillas al niño.)

## México
¡Aserrín! ¡Aserrán!
Los maderos de San Juan,
piden queso, no les dan,
Y les dan puro TAMAL.
Y se sientan a llorar
en las puertas del zaguán
¡con el triqui, triquitrán!
También en México:
¡Aserrín! ¡Aserrán!
Los maderos de San Juan,
piden pan, no les dan,
piden queso, les dan un hueso.
¡Para que se rasquen el pescuezo!
¡Riqui! ¡Ran!
Los maderos de San Juan,
piden pan, no les dan,
piden queso, les dan un hueso.
¡Y se les atora en el pescuezo!
(Haciéndole cosquillas al niño en el cuello)

## Argentina, Bolivia, Colombia, Ecuador, Venezuela, Uruguay y Centroamérica
¡Aserrín! ¡Aserrán!
Los maderos de San Juan,
piden Pan, no les dan,
piden Queso, les dan hueso
Y les cortan el pescuezo 
piden Vino, sí les dan
se marean y se van...

## Venezuela
Aserrín, aserrán,
los maderos de San Juan,
piden queso, piden pan.
Los de Rique alfeñique,
Los de Roque alfondoque,
Aserrín, aserrán,
las abejas vienen, van;
miel laboran para el pan,
Liban flores las de Rique,
cual almíbar de alfeñique
y el panal de los de Roque
se parece a un alfondoque.
Aserrín, aserrán
Los chiquillos ¿dónde están?
Todos a dormir se van,
Soñaran con alfeñique
y mañana con alfondoque
comerán los de Roque
Aserrín, aserrán,
Aserrín, aserrán

## México, Ecuador y Chile
Aserrín, aserrán,
 los maderos de San Juan,
 piden pan, no les dan,
 piden queso,  les dan  hueso
 y se les atora en el pescuezo.
También en Chile:
 Aserrín, aserrán,
 los maderos de San Juan,
 piden pan, no les dan,
 piden queso,  les dan hueso
Piden vino si les dan se marean y se van.
Chile (Valparaíso)
 Aserrín, aserrán,
 los mineros de San Juan,
 piden pan, no les dan,
 piden queso,  les dan hueso
y les cortan el pescuezo.
En La Zona Minera de Chile (Coronel y Lota):
 Aserrín, aserrón,
 Los Mineros del Carbón,
 piden pan, no les dan,
 piden queso,  les dan hueso
 Piden Vino, si les dan
 Se marean y se ván

## Colombia
Existe otra versión en el poema "Los maderos de San Juan" de José Asunción Silva:
Aserrín, aserrán, 
Los maderos de San Juan,
piden queso, piden pan,
los de Roque alfandoque,
los de Rique alfeñique,
¡Los de triqui, triqui, tran!

## Alto Paraguay
En algunas regiones del alto Paraguay se canta todavía la versión antigua que conmemora los héroes españoles e indígenas del tiempo de la conquista:
¡Aserrín! ¡Aserrán!
Los maderos de San Juan,
piden pan, no les dan,
y se van a batallar.
con San Juan, San José,
se pelean otra ve´.
Indios sí, indios no,
los mataron, que pená.
Tralalí, tralalá,
¿quién será el que morirá?
No lo sé, no lo sá,
no lo sabe nadie ma´.
¡Aserrín!, qué chiquín,
aserrán, será Don Juan.
No se van, indios Juan,
se cortaron los dedós
y también el pescuezó.
¡Qué masacre, qué dolor,
todos mueren menos yo!
Todos, todos, todos ¡Sí!

## Perú
Los Maderos de San Juan
Piden pan, no les dan
Piden queso, les dan hueso
Pide ají... ¡eso sí!
Existen otras versiones en el Perú:
Aserrín, aserrán
los maderos de San Juan.
Piden pan, no les dan,
piden queso, les dan yeso,
¡¡piden ají y los botan así!!
Aserrín, aserrán
los niñitos de San Juan
piden pan, no les dan,
piden queso, menos eso.
¡¡Piden ají y eso sí!!
Aserrín, aserrán
los maderos de San Juan.
Piden pan, no les dan,
piden queso, menos eso.
¡¡Piden ají y eso sí
se los dan!!

## Otra versión más
Aserrín, aserrán,
los maderos de San Juan.
Piden pan, no les dan,
piden queso, menos eso
Piden ají, eso sí que sííííí.

## Otra versión española
Aserrín, aserrán,
los maderos de San Juan,
los de Pedro marinero.
¿Cuántos dedos hay en medio?
Aserrín, aserrán,
maderitos de San Juan,
los del Rey,
sierran bien,
los de la Reina también,
los del Duque,
truque, truque, truque!

## Puerto Rico
Aserrín, aserrán, los maderos de San Juan,
los de Juan, comen pan,
los de Pedro comen queso,
los de Enrique, hacen rique, rique, rique (mientras dices rique, rique, rique, le haces cosquillas al niño).

## Costa Rica
Rin ran, rin ran, los maderos del San Juan,
piden pan; no les dan,
piden queso, les dan huesos y les cortan el pescuezo.
Es usada como canción de cuna por lo que no se le hacen cosquillas al niño y se canta con un tono suave y monótono.